# 爱多美尼之战
爱多美尼之战（英語：Battle of Idomene）为伯罗奔尼撒战争中发生在前426年的一场战斗，交战双方为雅典联军与安布累喜阿。此战紧接着奥尔匹之战发生。

## 战役经过
在奥尔匹之战中落败的伯罗奔尼撒联军方面尚在埋葬阵亡者尸体时，雅典联军方面获悉安布累喜阿人在奥尔匹之战前向母城请求的援军已经开拔并准备与在奥尔匹的驻军汇合，然而他们却并不知道伯罗奔尼撒联军已经战败求和的消息。希腊联军主帅德摩斯梯尼派遣一部分军队在这支援军行进的道路上设置障碍，并准备率领其余人马截击他们。
当日下午，安布累喜阿的援军到达爱多美尼，驻扎在当地两座山中那座较小的山上，而雅典联军的先遣军在早些时候已经到达并占领了另一座较高的山峰，未被发现。傍晚后，德摩斯梯尼带领其余的军队出发，他本人带领一半人马向两山之中的峡谷进军，另一半人马在他们中熟悉本地地形的安非罗基亚人的带领下散布在爱多美尼周围山区的道路上。黎明前，德摩斯梯尼趁着漆黑的天色奇袭了安布累喜阿人的军营，当时多数安布累喜阿人还在睡梦中。德摩斯梯尼特意安排美塞尼亚人作为雅典联军前哨用本地方言和敌方哨兵对话，由于美塞尼亚方言与伯罗奔尼撒半岛诸城邦的方言极为接近，致使安布累喜阿哨兵以为来者是自己人。结果毫无防备的安布累喜阿军队立刻被击溃，四散逃跑。一些人逃入周围的山区，被埋伏在那里的雅典联军杀死或者俘虏；另一些人跳入海中，向已经等候在那里的雅典舰队投降，只有少数人逃回了安布累喜阿城。
修昔底德在他的《伯罗奔尼撒战争史》中如是评价：
事实上，在这次整个战役中，无疑地，这是单独一个城市在同样的日数之内所遭遇的最大一次灾难。
根据修昔底德的推算，安布累喜阿人在此战连同之前的奥尔匹之战中阵亡的人数大约在一千人以上。

## 后果
战后，阿开那尼亚人负责瓜分战利品，给予了雅典人其中的三分之一。其中有三百副甲胄是阿开尼亚人特别赠送给德摩斯梯尼的，在修昔底德的时代仍然被陈列在亚狄迦的神庙中。
尽管阿开尼亚人可以在战后与雅典联军一起直接攻占安布累喜阿城，但是出于对本国利益的考虑，他们并不希望雅典人占领安布累喜阿，成为他们的新邻国。于是参战的二十条雅典的战船回到了诺帕克都，德摩斯梯尼回到雅典。雅典的部队离开后，阿开尼亚人、安非罗基亚人与战败的安布累喜阿人和伯罗奔尼撒人签订休战条约，允许他们撤退回国。另外，阿开尼亚人、安布罗基亚人与安布累喜阿人还签订了一个一百年的同盟条约，其中包括：
- 双方互助，保卫各自的领土；
- 阿开尼亚方与伯罗奔尼撒同盟作战时，不得要求安布累喜阿参战；
- 安布累喜阿方与提洛同盟作战时，不得要求阿开尼亚参战；
- 安布累喜阿人退还安非罗基亚的人质以及被攻陷的城镇，并在日后不得支持安非罗基亚的敌国。

自此，双方的仇恨逐渐消弭。